# Rhaphiptera annulicornis
Rhaphiptera annulicornis là một loài bọ cánh cứng trong họ Cerambycidae.